# Vredestein
Vredestein (вимовляється Фредештайн) — нідерландська компанія, всесвітньо відомий виробник шин. Штаб-квартира розташована в місті Енсхеде.

## Історія компанії Vredestein (Фредештайн)

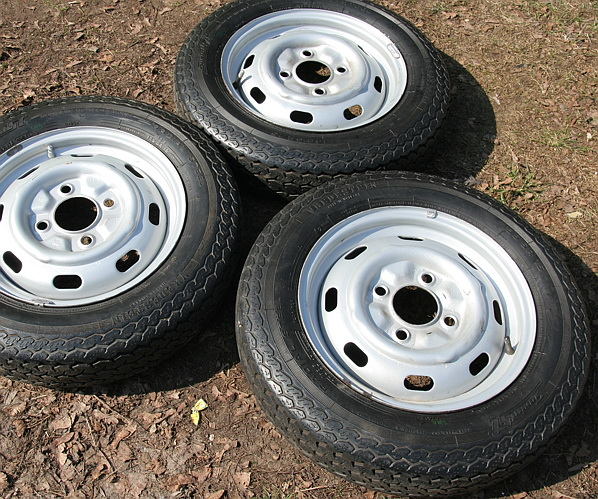
Шини Vredestein Sprint ST

Країна виробник: Нідерланди. Перше виробництво гумо-технічної продукції Vredestein відкрилось ще в 1909 році. В сучасному виді шинна компанія була сформована в 1946 році.

## Діяльність
Зараз підприємство спеціалізується на проектуванні, виробництві та збуті шин для легкових автомобілів, фургонів, велосипедів, мотороллерів, промислової та сільськогосподарської техніки.

## Стратегія
Vredestein розробляє та випускає шини преміум-класу для широкого спектра автомобілів та будь-яких кліматичних умов. Щоб зберегти позицію лідера, компанія регулярно виводить на ринок передові новинки. Створюючи нові шини, Vredestein в першу чергу бере за правило такі поняття, як безпека, творчий підхід та сучасний дизайн.